# Marumba maackii
Marumba maackii là một loài bướm đêm thuộc họ Sphingidae. Nó được tìm thấy ở vùng Viễn Đông Nga, đông bắc Trung Quốc, Triều Tiên, Hàn Quốc và miền bắc Nhật Bản (Hokkaido).
Sải cánh dài 78–96 mm. 
Có một thế hệ chính ở Viễn đông Nga với con lớn bay từ tháng 6 đến cuối tháng 7. Tuy nhiên vào những năm ấm hơn có một thế hệ thứ nhì một phần, với con trưởng thành bay vào tháng 5 hay tháng 6 và vào tháng 8. Ở Triều Tiên, con trưởng thành đã được ghi nhận vào tháng 7 và tháng 8.
Ấu trùng ăn các loài Tilia, bao gồm Tilia amurensis, Tilia cordata, Tilia platyphyllos và Tilia tomentosa.

## Phụ loài
- Marumba maackii maackii (Viễn đông Nga, đông bắc Trung Quốc, Triều Tiên, Hàn Quốc và miền bắc Nhật Bản (Hokkaido))[2]
- Marumba maackii ochreata Mell, 1935 (Tianmu Mountains of Chiết Giang in Trung Quốc)[3]

## Hình ảnh

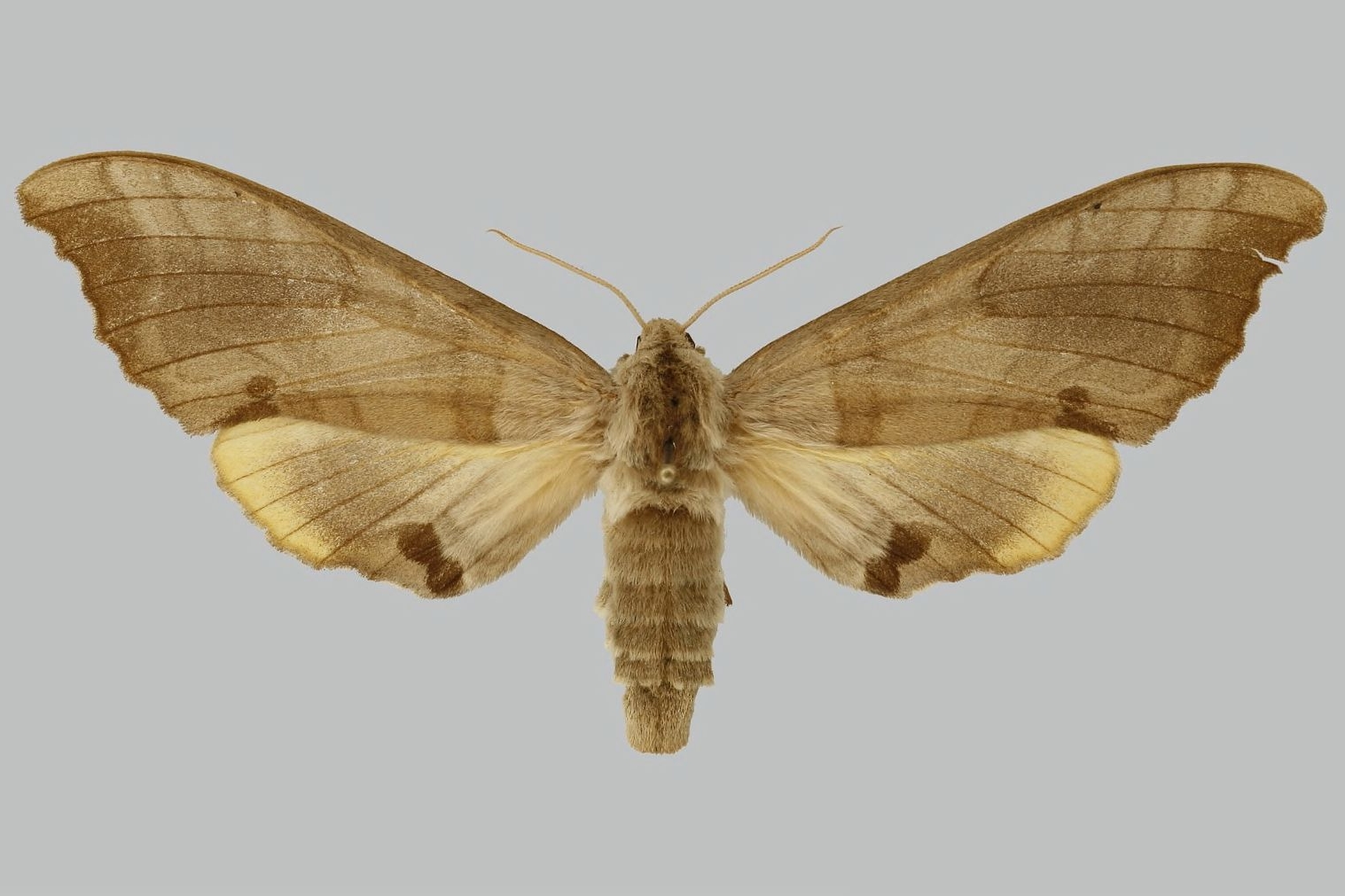